# Werner Seibold

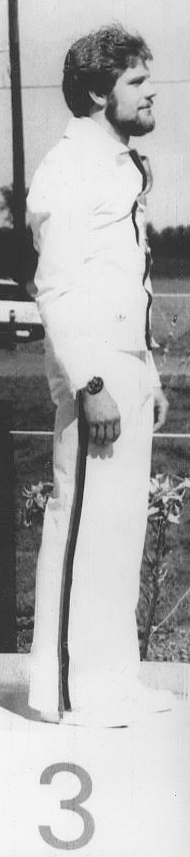
Werner Seibold bei der Siegerehrung 1976 in Montreal

Werner Seibold (* 24. Januar 1948 in Tegernsee; † 29. November 2012) war ein deutscher Sportschütze. Er nahm für die Bundesrepublik Deutschland zweimal an Olympischen Spielen teil und gewann dabei eine Bronzemedaille. Er war Träger der Ehrenmedaille der Gemeinde Bad Wiessee für sein ehrenamtliches Engagement bei der Wiesseer Schützengemeinschaft, den Eisstockschützen und im Yachtclub Bad Wiessee.
Werner Seibold stammte aus einer Hotellerie-Familie, die über Jahrhunderte den Jäger des Klosters Tegernsee stellte. Er besuchte die Volksschule von 1954 bis 1962 und machte bis 1965 eine Ausbildung zum Koch, als der er dann tätig war. 1972 gehörte er zu den Fackelträgern des olympischen Feuers.
Er war Sportschütze bei der Schützengesellschaft Bad Wiessee, hatte aber noch keine überregionalen Titel gewonnen, als er 1976 bei den Ausscheidungswettkämpfen für die Olympiamannschaft vor Bernd Klingner, dem Olympiasieger von 1968, abschnitt. Zusammen mit Luftgewehr-Weltmeister Gottfried Kustermann nahm er an den Olympischen Spielen 1976 teil. Im Dreistellungskampf mit dem Kleinkalibergewehr erzielte Seibold 1160 Ringe und gewann die Bronzemedaille hinter den beiden US-Amerikanern Lanny Bassham und Margaret Murdock. Dafür erhielt er von Bundespräsident Walter Scheel das Silberne Lorbeerblatt.
In den folgenden Jahren gehörte er beständig zur deutschen Nationalmannschaft. 1978 gewann er mit der Mannschaft die Weltmeisterschaft mit dem Luftgewehr. 1979 und 1981 war Seibold jeweils Vizeeuropameister im Liegend-Wettkampf mit dem Kleinkalibergewehr. Mit dem Großkalibergewehr gelang ihm auch der Gewinn eines Europameistertitels in der Kniend-Position. Bei seinem zweiten Olympiastart 1984 in Los Angeles erreichte Seibold aber nur den 25. Platz mit dem Kleinkalibergewehr in der Liegend-Position.
2001 erhielt er ein Spenderherz und starb im November 2012. Sein Grab auf dem Friedhof der Gemeinde Bad Wiessee ist auf der Ehrentafel markiert.